# Кушнєрова Світлана
Кушнєрова Світлана Вікторівна (нар. 30 травня 1975, Кіровоград) — українська педагогиня, вчителька історії Центральноукраїнського наукового ліцею Кіровоградської обласної ради. Лауреатка обласного туру всеукраїнського конкурсу «Учитель року 2016», лауреатка обласної педагогічної премії імені Василя Сухомлинського (2019) та щорічної Премії Верховної Ради України для педагогічних працівників (2023). Відома впровадженням інноваційних методик навчання, зокрема використанням цифрових технологій та штучного інтелекту в освітньому процесі, а також підготовкою учнів-переможців учнівських олімпіад і конкурсів Малої академії наук.

## Біографія
Народилася 30 травня 1975 року в місті Кіровоград (нині Кропивницький). Закінчила загальноосвітню середню школу № 20 із срібною медаллю. У 1997 році закінчила з відзнакою історичний факультет Кіровоградського державного педагогічного університету ім. Володимира Винниченка за спеціальністю «історія і народознавство».
Педагогічну діяльність розпочала 2000 року в Кіровоградському обласному ліцеї фізичної культури і спорту, де працювала вчителем історії до 2003 року. З 2003 року – вчителька історії Центральноукраїнського наукового ліцею Кіровоградської облради. Має вищу кваліфікаційну категорію та педагогічне звання «вчитель-методист».
З 2017 року Кушнєрова С.В. очолює секцію філософії (та кураторську групу секцій філософії й соціології) Кіровоградської Малої академії наук учнівської молоді, виступає науковим керівником учнів-дослідників. Відділення філософії та суспільствознавства. 
Під її керівництвом 28 учні перемагали в всеукраїнських етапах конкурсу-захисту науково-дослідницьких робіт МАН, В тому числі, учні, Горбенко Вероніка, Цуканов Глєб та Кошовий Кирило отримали дипломи І ступеня. 12 учнів стали переможцями у Всеукраїнській олімпіаді з філософії для школярів; одна учениця здобула бронзову медаль на Міжнародній олімпіаді з філософії (IPO) у 2021 році у Словенії.  
Власний педагогічний досвід, методичні та дидактичні розробки Світлана Вікторівна розповсюджує, в тому числі і через участь у проєктах онлайн-хабу "Цифровий простір педагога" та коворкінгу для освітян «Мисли&ти» лабораторії з розвитку критичного мислення Національного центру "МАНУ", у Facebook.

## Нагороди та відзнаки
• Лауреатка конкурсу «Учитель року 2016» (обласний етап, номінація «історія») – відзначена серед найкращих учителів Кіровоградської області.
• Відбірковий етап ІІ (обласного) туру всеукраїнського конкурсу «Учитель року – 2016». Кіровоградський обласний інститут післядипломної педагогічної освіти імені Василя Сухомлинського. 
• Лауреатка обласної премії ім. Василя Сухомлинського (2019) – регіональна педагогічна премія за новаторську діяльність та успіхи в навчанні і вихованні учнів.
• Лауреатка Премії Верховної Ради України педагогічним працівникам (2023) – удостоєна однієї з 44 всеукраїнських премій Верховної Ради для освітян (постанова ВРУ №3525-IX від 20 грудня 2023 р.) 
• Подяки (2016, 2019 рр.) та грамоту (2021 р.)  від Міністерства освіти і науки України.